# ユア・ハート・アゲイン
「ユア・ハート・アゲイン」 (Let Me in Your Heart Again) は、イギリスのロックバンドであるクイーンの楽曲。2014年発表のアルバム『クイーン・フォーエヴァー』に収録された。

## 概要
この曲は『ザ・ワークス』セッションで作曲され、1983年にロサンゼルスで録音された。ブライアン・メイはフレディ・マーキュリーが歌いやすいようにいくつかのバージョンの歌詞を書いたにもかかわらず、彼らは最終的に作曲を断念し完成には至らなかったが、1988年には後にメイの妻となるアニタ・ドブソンによってカバーされた。
2014年にブライアンとロジャー・テイラーは、この曲を『クイーン・フォーエヴァー』に収録するために既存のバージョンから一部を織り込み、一部の歌詞を変更して完成させた。
テイラーは「『クイーン・フォーエヴァー』に3つの新曲を収録できたことはとても嬉しかった。」と述べた。メイは「『ユア・ハート・アゲイン』はまさに中期のクイーンらしい曲だ。オリジナル・テープを再生すると、まるでその日の朝に録音したかのように、驚くほどリアルだった。フレディのパフォーマンスに感動したんだ。親が亡くなってから、突然、親の録音に出くわしたようなものです。そして、それがとても嬉しいんだ。」と述べた。

## ミュージックビデオ
アルバムバージョンとウィリアム・オービット・ミックスのミュージックビデオは同じで、1981年の『ロック・モントリオール』の映像、1984年のブリュッセルでのザ・ワークスツアーの未公開映像と、「リヴ・フォーエヴァー」、「カインド・オブ・マジック」、「アイ・ウォント・イット・オール」、「ワン・ヴィジョン」、「プレイ・ザ・ゲーム」、「コーリング・オール・ガールズ」、「RADIO GA GA」、「バルセロナ」、「リヴィング・オン・マイ・オウン」、「ボーン・トゥ・ラヴ・ユー」のミュージックビデオのそれぞれ一部が使われていて、アルバムバージョン、ウィリアム・オービット・ミックスの両方のビデオがクイーンの公式Youtubeチャンネルで公開されている。

## ウィリアム・オービット・ミックス
ウィリアム・オービットによるリミックスバージョンは2014年11月にイギリスでシングルとしてリリースされ、売り上げは、HIV・エイズを撲滅するための取り組みであるプロダクト・レッドの資金となった。
また、イギリスのチャートでは102位まで達した。

### チャート
| チャート (2014年)                           | ピーク |
| ------------------------------------------- | ------ |
| US Hot Rock & Alternative Songs (Billboard) | 47     |

## 担当
- フレディ・マーキュリー - リード・ボーカル、バッキング・ボーカル
- ブライアン・メイ - アコースティック・ギター、エレクトリック・ギター、バッキング・ボーカル
- ロジャー・テイラー - ドラム、パーカッション、バッキング・ボーカル
- ジョン・ディーコン - ベース
- フレッド・マンデル（英語版） - ピアノ

リミックス・バージョンのみ
- ウィリアム・オービット - キーボード、プログラミング